# Batalha da Galícia
A Batalhia da Galícia, também conhecida como Batalha de Lemberg, foi a maior batalha travada entre o Império Russo e o Império Austro-Húngaro durante os primeiros estágios da Primeira Guerra Mundial em 1914. No curso da batalha, o exército áustro-húngaro foi seriamente derrotado e forçado a evacuar a Galícia, enquanto os russos capturavam Lemberg e, por aproximadamente nove meses, ocupavam a Galícia Oriental.